# 陛下之舰
陛下之舰（英語： 或 ，缩写为） 是一些君主制国家的海军舰船所使用的船舶前缀。其衍生的诸如以及在不同语言中所使用的诸如SMS等术语均具有同等含义。

## 德国
陛下之舰（德語：Seiner Majestät Schiff，發音：[ˈzaɪ̯nɐ majɛsˈtɛːt ʃɪf]，缩写为）是普鲁士商船队、普鲁士海军、德意志帝国海军以及奥匈帝国海军所使用的船舶前缀。它是通过将英国的前缀翻译为德文而创建的。
当舰船以其船级被提及时，它偶尔也会使用（表示）作缩写，例如（“陛下之轻巡洋舰埃姆登号”）。
特殊形式还包括有：
- （或） =  （“陛下之游艇”）用于国王或皇帝的游艇
- =  （“陛下之游艇”）用于王后或皇后的游艇
- =  （“陛下之灯船（英语：Lightvessel）”）
- =  （“陛下之辅助船（英语：Auxiliary Ship）”）
- =  （“陛下之车间船”）
- =  （“陛下之潜艇”，前缀为编号而非名称）

## 瑞典
在瑞典海军（原瑞典皇家海军）中，所有舰船都被赋予前缀。这在水面和水下舰艇均适用。而在英語系的表示方式，瑞典海军舰艇有时会使用前缀（即“瑞典陛下之舰船”），以免與英國皇家海軍限定的簡稱HMS混淆。

## 英國
在英国皇家海军，前缀原本是引用全称；第一次有记载使用的缩写形式，是1789年的凤凰号巡防舰 。旧时，（表示，即“不列颠陛下之舰”）也被使用过。
服务于陛下的潜艇同样使用前缀HMS，代表，即“陛下之潜艇”。不列颠尼亚号游艇作为在皇家海军入役的船舶，它被称为“陛下之不列颠尼亚号游艇”。除此之外，皇家海军的所有的舰船都被称为陛下之舰，尽管以往曾在三桅船和更小的船舶间作了区分，它们被称为陛下之巡防舰或陛下之史路普（HM Sloop）。
前缀HMS还被使用于以“石头巡防舰”之名编入皇家海军的海岸设施。例如陛下之舰卓越号，它是位于朴茨茅斯港的一所岛上训练学校；以及陛下之舰武尔坎号，位于苏格兰高地的凱瑟尼斯，这是为了测试用于潜艇的核动力系统设计而建。
皇家海军用于表示假想舰艇的样本舰则称为“陛下之无双舰”。这已是皇家海军以往使用的名称；在第二次世界大战前夕，该名称被移交至加拿大皇家海军。“陛下之加拿大无双舰”当前是加拿大海军预备役埃德蒙顿师的“石头巡防舰”。
非属皇家海军的英国政府船舶使用其它前缀称谓，例如以表示皇家辅助舰队的舰船。

## 英联邦领土及前大英帝国
历史上，的变体形式已由英国殖民地的海军所使用。这种做法在一些英聯邦王國（承认查理斯三世國王为国家元首的国家）得以延续。

### 现行
- 加拿大：陛下之加拿大舰船（英语：His Majesty's Canadian Ship）（缩写为）－加拿大皇家海军
- 澳大利亚：陛下之澳大利亚舰船（英语：His Majesty's Australian Ship）（缩写为）－澳大利亚皇家海军
- 新西兰：陛下之新西兰舰船（英语：His Majesty's New Zealand Ship）（缩写为）－新西兰皇家海军
- 巴哈马：陛下之巴哈马舰船（His Majesty's Bahamian Ship，缩写为）－巴哈马皇家国防军（英语：Royal Bahamas Defence Force）
- 巴布亚新几内亚：陛下之巴布亚新几内亚舰船（His Majesty's Papua New Guinean Ship，缩写为）[6]
- 牙买加：陛下之牙买加舰船（His Majesty's Jamaican Ship，缩写为）－牙买加国防军[7]
- 图瓦卢：陛下之图瓦卢监督舰船（His Majesty's Tuvalu Surveillance Ship，缩写为）[8]

### 旧时
- 殖民地：陛下之殖民地舰船（Her Majesty's Colonial Ship，缩写为）[9]
- 澳大利亚：英联邦海军舰船（Commonwealth Naval Ship，缩写为）[10][11]
- 英属印度：陛下之印度舰船（Her Majesty's Indian Ship，缩写为）
- 缅甸：陛下之缅甸舰船（Her Majesty's Burmese Ship，缩写为）
- 南非：陛下之南非舰船（Her Majesty's South African Ship，缩写为）[6]
- 锡兰: 陛下之锡兰舰船（Her Majesty's Ceylon Ship，缩写为）[12]
- 昆士兰（英属澳大利亚联邦（英语：federation of Australia）之前）：陛下之昆士兰舰船（Her Majesty's Queensland Ship，缩写为）[13]
- 维多利亚（英属澳大利亚联邦之前）：陛下之维多利亚舰船（Her Majesty's Victorian Ship，缩写为）[14][15]
- 巴基斯坦自治領，从1947年成立至1956年巴基斯坦建国：陛下之巴基斯坦舰船（Her Majesty's Pakistani Ship，缩写为）[16]
- 巴巴多斯，从1966年独立到2021年结束作为英联邦王国的身份：陛下之巴巴多斯舰船（Her Majesty's Barbadian Ship，缩写为）

## 拼寫順位差異
英國皇家海軍與大英國協王國的海軍，其國名在全名第三順位：
- 加拿大皇家海軍（HMCS）
- 紐西蘭皇家海軍（HMNZS）
- 澳大利亞皇家海軍（HMAS）

其他非英系君主國海軍，國名在全名第二順位，以跟前者做區分：
- 泰國海軍（HTMS）
- 丹麥海軍（HDMS）
- 荷蘭海軍（HNLMS）
- 瑞典海軍（HSwMS）
- 挪威海軍（HNoMS）